# 1651 Behrens
Az 1651 Behrens (ideiglenes jelöléssel 1936 HD) a Naprendszer kisbolygóövében található aszteroida. Margueritte Laugier fedezte fel 1936. április 23-án, Nizzában